# Izidor Kürschner
Izidor "Dori" Kürschner (Boedapest, 29 juni 1885 – Rio de Janeiro, 8 december 1941) was een Hongaars voetballer en voetbaltrainer.

## Spelerscarrière

### Clubcarrière
Kürschner speelde als linkerverdediger of op het middenveld. In 1904 debuteerde hij in het eerste elftal van MTK Boedapest. Voor die club zou hij uitkomen tot 1913. In die jaren won de club tweemaal het landskampioenschap (1904 en 1908) en driemaal de beker (1910, 1911 en 1912).

### Interlandcarrière
Kürschner kwam in totaal vijf keer uit voor de nationale ploeg van Hongarije in de periode tussen 1907 en 1911. In die duels wist hij tien maal doel te treffen. Hij maakte zijn debuut op 6 oktober 1907 in de vriendschappelijke uitwedstrijd tegen de Bohemen (5–3 nederlaag) in Praag.
| Interlands van Izidor Kürschner voor Hongarije | Interlands van Izidor Kürschner voor Hongarije | Interlands van Izidor Kürschner voor Hongarije | Interlands van Izidor Kürschner voor Hongarije | Interlands van Izidor Kürschner voor Hongarije | Interlands van Izidor Kürschner voor Hongarije |
| №                                              | Datum                                          | Wedstrijd                                      | Uitslag                                        | Competitie                                     | Goals                                          |
| Als speler van MTK Boedapest                   | Als speler van MTK Boedapest                   | Als speler van MTK Boedapest                   | Als speler van MTK Boedapest                   | Als speler van MTK Boedapest                   | Als speler van MTK Boedapest                   |
| ---------------------------------------------- | ---------------------------------------------- | ---------------------------------------------- | ---------------------------------------------- | ---------------------------------------------- | ---------------------------------------------- |
| 1                                              | 6 oktober 1907                                 | Oostenrijk – Hongarije                         | 5 – 3                                          | Vriendschappelijk                              |                                                |
| 2                                              | 3 november 1907                                | Hongarije – Oostenrijk                         | 4 – 1                                          | Vriendschappelijk                              |                                                |
| 3                                              | 1 januari 1911                                 | Frankrijk – Hongarije                          | 0 – 3                                          | Vriendschappelijk                              |                                                |
| 4                                              | 8 januari 1911                                 | Zwitserland – Hongarije                        | 2 – 0                                          | Vriendschappelijk                              |                                                |
| 5                                              | 7 mei 1911                                     | Oostenrijk – Hongarije                         | 3 – 1                                          | Vriendschappelijk                              |                                                |

## Trainerscarrière
Nadat hij gestopt was als professioneel voetballer, werd Kürschner trainer van MTK Boedapest. Na een jaar coachen in Boedapest, verhuisde de Hongaar naar Duitsland, waar hij de leiding kreeg over het eerste elftal van Stuttgarter Kickers. Na opnieuw een jaar verkaste hij naar 1. FC Nürnberg. Daar was hij coach van 1920 tot 1921 en in 1922. Daartussen was hij actief als eindverantwoordelijke bij Bayern München. Zijn vierde club in Duitsland werd in 1922 Eintracht Frankfurt, waar hij één seizoen actief was.
Na dit seizoen ging de Hongaar trainen in Zwitserland, waar hij onder contract kwam te staan bij Nordstern Basel. Met die club wist hij te promoveren naar de eerste divisie. In 1924 stelde de Zwitserse voetbalbond hem aan als bondscoach van het nationale elftal. Dat team leidde hij op de Olympische Spelen 1924 naar de tweede plaats. In de finale werd verloren van Uruguay. Na de Olympische Spelen keerde Kürschner terug naar Duitsland, waar hij Schwarz-Weiß Essen ging trainen. Na één seizoen ging de Hongaar weer naar Zwitserland, waar Grasshoppers zijn nieuwe club werd. Hier bleef hij voor het eerst langer dan een jaar. Bij Grasshoppers werd hij driemaal landskampioen en viermaal bekerwinnaar. In 1934 verkaste hij en Young Boys werd zijn nieuwe club, voor één seizoen.
Na zijn vertrek bij Young Boys verhuisde Kürschner naar Brazilië. Hier streek hij neer in Rio de Janeiro, waar hij trainer werd van Flamengo. De Hongaar liet zijn ploeg gecontroleerder en verdedigender voetballen. Hij introduceerde de Europese tactieken in Brazilië. In 1938 werd hij ontslagen bij de club na een nederlaag tegen Vasco da Gama. Een jaar later werd hij aangesteld bij Botafogo. Bij deze club was hij één jaar actief. In 1941 overleed hij in Rio de Janeiro.